# هه بینگ‌جیائو
هه بینگ‌جیائو (انگلیسی: He Bingjiao؛ زادهٔ ۲۱ مارس ۱۹۹۷) بدمینتون‌باز اهل چین است.